# Mats Sundin
Mats Sundin (født d. 13. februar 1971 i Bromma, Stockholms län) er en svensk professionel ishockeyspiller der spiller for Vancouver Canucks i NHL. Hans foretrukne position på isen er center. Han var kaptajn for Toronto Maple Leafs fra 1997 til 2008. Han er den svensker der har lavet flest point i NHL med over 1200 point, hvoraf over 500 er mål.
Sundin blev draftet af Quebec Nordiques som den første spiller overhovedet i 1989. Sundin blev dermed den første europæer nogensinde der blev valgt først i NHL's draft. Inden han skiftede til NHL vandt han det svenske mesterskab i 1990 med Djurgårdens IF.
Efter 3 sæsoner for Quebec blev Sundin tradet til Toronto Maple Leafs for bl.a. den i Toronto uhyre populære Wendel Clark i et trade der i alt involverede 6 spillere. Med fornemt spil fik han overbevist kritikerne i Toronto og blev inden sæsonen 1997-98 udnævnt til kaptajn. Han har igennem alle årene i Toronto været en af klubbens topscorere og blev i sæsonen 2007-08 den spiller der har lavet flest point nogensinde for Toronto Maple Leafs.

## Landsholdet
Det svenske landshold Tre Kronor har gennem alle årene nydt godt af Sundins bidrag og han har bl.a. vundet OL-guld i 2006 og 3 VM-guld i 1991, 1992 og 1998.

## Meriter
- TV-pucken 1986
- VM-guld 1991, 1992, 1998
- VM-sølv 2003
- VM-bronze 1994, 2001
- Svensk mester 1990
- Deltaget ved OL: 1998, 2002, 2006 (guld)

## Klubber
- Vancouver Canucks, 2008-
- Toronto Maple Leafs, 1994-2008
- Djurgårdens IF, 1994-1995
- Quebec Nordiques, 1990-1994
- Djurgårdens IF, 1989-1990
- Nacka HK, 1987-1988
- Sollentuna HC

## Eksterne links
- NHL Players – Mats Sundin
- Mapleleafs Mats Sundin Arkiveret 8. juni 2007 hos  Wayback Machine
- Djurgården Hockey:s statistik för Mats Sundin Arkiveret 4. februar 2007 hos  Wayback Machine
- Statistik fra www.hockeydb.com
- Statistik fra www.eurohockey.net